# كوتوقلو (جرجر)
كوتوقلو (بالكردية: Haşur‏) (بالتركية: Kütüklü)‏ هي قرية كرديّة تتبع إداريّاً لمديرية جرجر في محافظة أديامان التركية، بلغ عدد سكانها 218 نسمة في عام 2021.